# Palatul Wassilko de Serecki

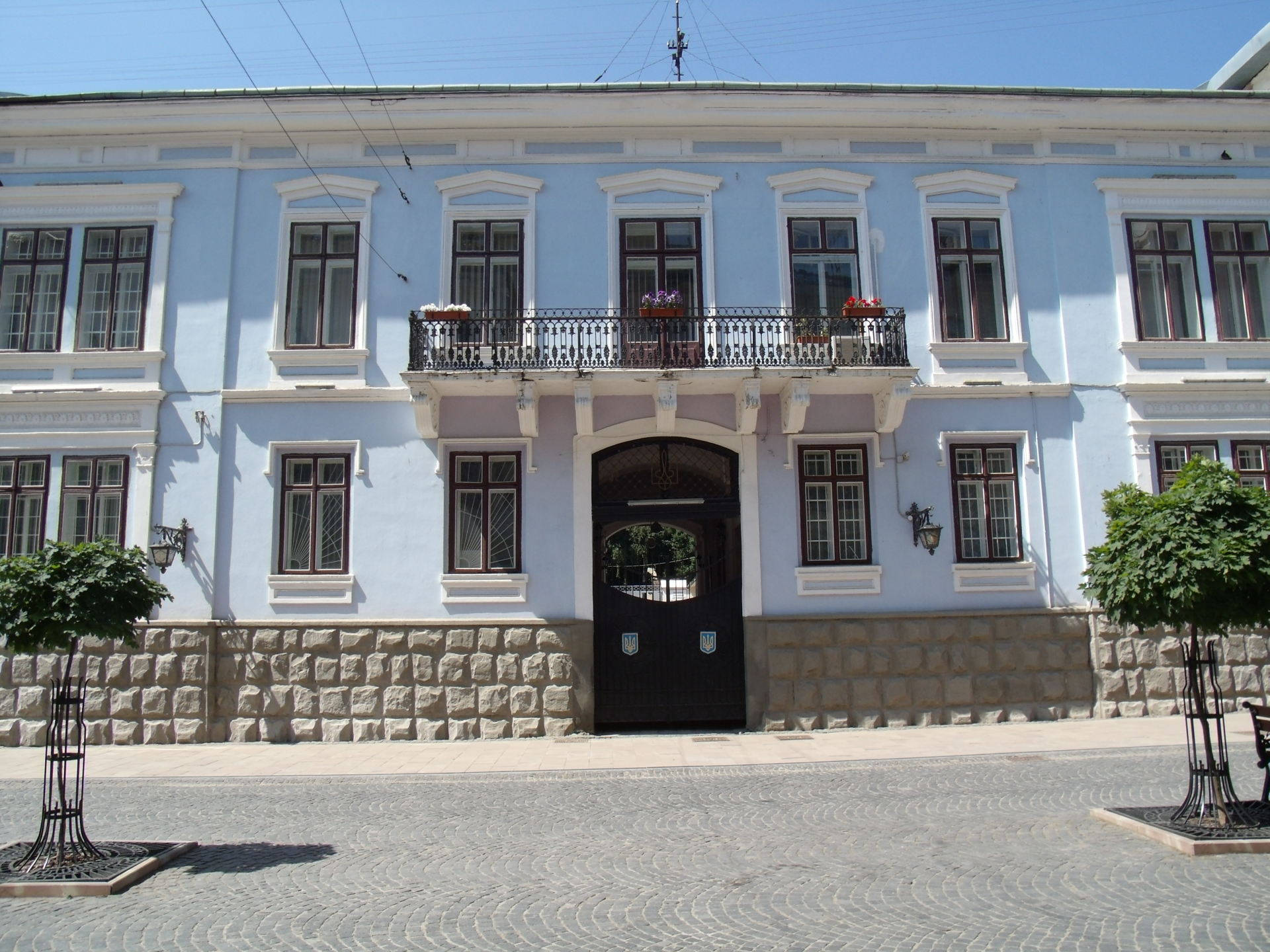
Palatul Wassilko de Serecki în 2011

Palatul Wassilko de Serecki (de: Palais Wassilko von Serecki) a fost reședința familiei Wassilko de Serecki din Cernăuți, azi în Ucraina. Clădirea a fost deținută de familia nobiliară până în Al Doilea Război Mondial, când Bucovina de Nord a fost ocupată de sovietici, fiind naționalizată. În prezent este considerat monument în Ucraina.